# Grabmal von Nizam al-Mulk
Das Grabmal von Nizam al-Mulk (persisch آرامگاه نظام‌الملک, IPA:ɑɾɑmɡɑh ɛ nɛzɑmolmolc) liegt im Ahmadabad-Viertel in der iranischen Stadt Isfahan. Nizam al-Mulk (1018–1092) war einflussreicher und mächtiger Wesir einiger Seldschuken-Sultane. Neben seinem Grabstein gibt es zwei andere Grabsteine, die zu Malik Schah I. und seiner Frau Tarkan Chatun gehören. Wahrscheinlich hatten Malik Schah I. und seine Frau beim Mord von Nizam al-Mulk ihre Hände im Spiel. Über viele Änderungen im Garten und Bau des Grabmals hinaus, wurden auch die drei wertvolle Grabsteine gewechselt. Die gegenwärtigen einfachen Grabsteine stammen aus der Safawiden-Ära. Die neuen Grabsteine erwähnen keine Namen, sondern lediglich einige Koranverse. Der Grabstein, den man für den Grabstein Nizam al-Mulks hält, ist ein Marmorgrabstein mit den Maßen 2 m × 35 cm × 38 cm (Länge × Breite × Höhe).